# Idol (пісня Yoasobi)
«Idol» (укр. «Айдол») — пісня гурту Yoasobi, яка написана спеціально для аніме Oshi no Ko. Ця пісня була написана японською і викладена у соціальних мережах 5 квітня 2023 року. Повна ж версія пісні «Idol» була опублікована через 7 днів — 12 квітня 2023 року.

## Трек-лист
- Digital download and streaming

1. «Idol» (яп. アイドル) – 3:33

- Digital download and streaming – English version

1. «Idol» (English version) — 3:33

- CD single and 7-inch

1. «Idol» — 3:31
2. «Idol» (English version) — 3:31
3. «Idol» (anime edit) — 1:29
4. «Idol» (instrumental) — 3:31

## Чарти
| Чарт (2023)                              | Найвища позиція |
| ---------------------------------------- | --------------- |
| Global 200 (Billboard)                   | 7               |
| Hong Kong (Billboard)                    | 2               |
| Японія (Japan Hot 100)                   | 1               |
| Japan Hot Animation (Billboard Japan)    | 1               |
| Japan Combined Singles (Oricon)          | 1               |
| Japan Singles (Oricon)                   | 2               |
| Japan Anime Singles (Oricon)             | 1               |
| Малайзія (Billboard)                     | 19              |
| Нова Зеландія Hot Singles (RMNZ)         | 19              |
| Сінгапур (RIAS)                          | 10              |
| Південна Корея (Circle)                  | 68              |
| Тайва́нь (Billboard)                      | 2               |
| США World Digital Song Sales (Billboard) | 7               |
| В'єтнам (Vietnam Hot 100)                | 27              |

| Чарт (2023)                    | Найвища позиція |
| ------------------------------ | --------------- |
| Japan Digital Singles (Oricon) | 8               |

| Чарт (2023)             | Позиція |
| ----------------------- | ------- |
| Південна Корея (Circle) | 84      |